# Onkelz wie wir …
Onkelz wie wir … ist das dritte Studioalbum der deutschen Rockband Böhse Onkelz. Es erschien im August 1987 und wurde bei Metal Enterprises veröffentlicht. Textlich kehrte die Band mit diesem Album der Skinhead-Szene endgültig den Rücken, was im Lied „Erinnerungen“ zum Ausdruck kommt. Das Album verkaufte sich zur Erscheinungszeit etwa 16.000 Mal. Der Tonträger wurde im Jahr 2005 neu eingespielt und im Jahr 2007 wiederveröffentlicht.

## Entstehungsgeschichte
Nachdem ihr alter Vertrag bei Rock-O-Rama ausgelaufen war, schaute die Band sich nach einem neuen Vertrag um. Kurz darauf unterschrieben die Onkelz einen Vertrag bei Ingo Nowotnys Label „Metal Enterprises“. Nowotny hatte die Band bei Aufnahmen im MTV Studio Frankfurt kennengelernt. Doch schon kurz nach dem Vertragsabschluss kam es zu Differenzen zwischen Stephan Weidner und Ingo Nowotny, da dieser versuchte, die Band nach seinen Vorstellungen zu formen.

## Covergestaltung

Cover der Neuaufnahme

Das Originalcover zeigt ein Bild der vier Bandmitglieder, darüber befinden sich Band- sowie Albumname in schwarzer Schrift auf weißem Grund. Das Foto wurde von Stefan Witzel geschossen. Das Cover der Neuaufnahme ist sehr simpel gestaltet: Auf weißem Untergrund befindet sich der Standardschriftzug der Böhsen Onkelz und darunter der Titel Onkelz wie wir. Oben rechts befindet sich ein roter Stempel, auf dem der Schriftzug Neuaufnahme des Originals aus dem Jahre 1987 steht.

## Titelliste
| #  | Titel             | Länge |
| -- | ----------------- | ----- |
| 1  | Onkelz wie wir    | 4:09  |
| 2  | Von Glas zu Glas  | 2:25  |
| 3  | Erinnerungen      | 4:23  |
| 4  | Bomberpilot       | 3:17  |
| 5  | Dick + Durstig    | 2:12  |
| 6  | Falsche Propheten | 3:59  |
| 7  | Am Morgen danach  | 3:42  |
| 8  | Schöner Tag       | 3:17  |
| 9  | Heut Nacht        | 3:01  |
| 10 | !                 | 1:46  |

## Video
Zu diesem Album gab es auch ein VHS-Studio-Video, auf dem sich mit Von Glas zu Glas auch der erste Musik-Video-Clip der Onkelz fand. Die VHS wurde bisher nicht wieder aufgelegt und gilt als Sammlerstück. Der Videoclip zu Von Glas zu Glas zeigt Peter Schorowsky, der sich mit seinen Bandkollegen zusammen betrinkt und einen weiblichen Gast immer attraktiver findet. Das Video selbst enthält Studioaufnahmen und einige Kurzeinlagen. Kamera und Schnitt übernahm Stefan Witzel.

## Informationen zu einzelnen Liedern
Erinnerungen
Erinnerungen wurde im Anschluss an die Veröffentlichung fester Teil der Onkelz-Setlists und bei den meisten Live-Shows der Band (bis auf die Abschiedstour La Ultima 2004, sowie Vaya con Tioz 2005 und Nichts ist für die Ewigkeit 2014) als letztes Lied gespielt. Der Titel des Songs wechselt selbst auf offiziellen Veröffentlichungen zwischen „Erinnerungen“ und „Erinnerung“. Das Klavier wurde von Stefan Witzel, dem Fotografen des Covermotivs, eingespielt.
Bomberpilot
Der Song wurde laut Darstellung der Band als Anti-Kriegslied geschrieben, das den Krieg als absoluten Wahnsinn beschreiben soll. Es wird wegen des martialisch anmutenden Textes jedoch oft als kriegsverherrlichend interpretiert. Die Band gab zu, mit dem Stück bewusst provozieren zu wollen. Von Kritikern wurde unter anderem häufig erwähnt, dass der Titel beispielsweise bei den Ausschreitungen in Rostock-Lichtenhagen 1992 von einigen Tätern gesungen wurde.
Falsche Propheten
Der Song hat die Grundaussage, dass man niemandem außer sich selbst folgen soll. Als ironischer alternativer Weg wird das Glück im „Saufen und Onkelz hören“ angepriesen.
! (Speed)
Der Song ist das erste Instrumental-Stück der Böhsen Onkelz. Der Titel wird auf der offiziellen Seite der Onkelz mit „Speed“ angegeben, auf dem Album mit „!“. Es ist eine Annäherung an den Thrash- und Speed Metal der damaligen Zeit.

## Neuveröffentlichung
Das Album wurde am 2. November 2007 neu veröffentlicht. Weil die Rechte der Originalaufnahme durch den Vertrag nicht bei den Onkelz, sondern bei Metal Enterprises lagen, wurden alle Songs des Albums neu eingespielt und mit einem neuen Cover veröffentlicht.
Am 4. Dezember 2009 wurde eine neu gemasterte Version der Originalaufnahmen von 1987 als „Onkelz Wie Wir (Black Edition)“ von Reflex Distribution & Media (Intergroove) neuveröffentlicht, das die Rechte zuvor von Metal Enterprises erworben hatte.

## Chartplatzierungen
Nach der Neuveröffentlichung 2007 erreichte der Tonträger in den deutschen Albumcharts Platz 31. In den folgenden Wochen belegte er die Positionen 77 und 90, bevor das Album die Top 100 verließ. Nach Veröffentlichung auf Schallplatte Anfang 2021 erreichte es Rang 16.

## Rezeption
| Professionelle Bewertungen (Originalversion) | Professionelle Bewertungen (Originalversion) |
| -------------------------------------------- | -------------------------------------------- |
| Kritiken                                     |                                              |
| Quelle                                       | Bewertung                                    |
| Metal Hammer                                 | [ 12 ]                                       |

| Professionelle Bewertungen (Neuaufnahme) | Professionelle Bewertungen (Neuaufnahme) |
| ---------------------------------------- | ---------------------------------------- |
| Kritiken                                 |                                          |
| Quelle                                   | Bewertung                                |
| Rock Hard                                | [ 13 ]                                   |
| CDStarts                                 | [ 14 ]                                   |
| Pressure Magazine                        | [ 15 ]                                   |
| Metal Hammer                             | [ 16 ]                                   |

Thomas Kupfer von Rock Hard bewertete die Neuaufnahme 2007 mit sieben von zehn möglichen Punkten. Er schreibt „wer die Urversion von „Onkelz wie wir“ bereits im Regal stehen hat, muss bei der Neueinspielung des Albums nicht zwangsläufig zugreifen“. Dennoch sei „der Gesamtsound stark verbessert“, wobei der „rumpelige Charme des Originals“ beibehalten wurde.
Die Neuaufnahme aus dem Jahr 2007 wurde auf cdstarts.de mit sieben von zehn möglichen Punkten bewertet. Der Autor Matthias Reichel bezeichnet den „Sound druckvoll, klar und trotzdem rau“. Die Onkelz hätten ihre „All-Time-Klassiker wie „Erinnerungen“, „Bomberpilot“ und „Dick + durstig“ endlich in einem adäquaten Klangbild“ aufgenommen.
Das Pressure Magazin gab der Neuaufnahme 2007 fünf von sechs möglichen Punkten. Die neu eingespielten Songs seien musikalisch auf hohem Niveau, wobei sich die Onkelz „sehr nah an das Original gehalten und dem Ganzen nur einen frischen Anstrich verpasst“ hätten, weshalb „der Wind der Achtziger kräftig durchs Album“ wehen würde.